# Lindsay Price
Lindsay Jaylyn Price (født 6. december 1976) er en amerikansk skuespillerinde, som er bedst kendt for sin rolle som Janet Sosna i tv-serien Beverly Hills 90210.

## Biografi

### Opvækst
Price er født den 6. december 1976 i Arcadia, Californien, USA. Hendes mor var en forældreløs koreaner, som blev adopteret af Lindsays bedsteforældre. Hendes far er en amerikaner med tyske rødder. Prices forældre blev forelsket i hinanden og blev gift, da de var gamle nok . Hun har en ældre bror der hedder Bryan Price. Studerede på "Pasadena College of Arts and Crafts" (nu kaldet "Art Center College of Design") i Pasadena, Californien.

### Karriere
Prices karriere startede med at synge titelsangen i Toys "R" Us-reklamerne på amerikansk tv i midten af 1980'erne. Hun var med i tv-serien The Wonder Years og var med i det amerikanske game-show I'm Telling! sammen med sin bror Bryan i 1987. De svarede kun forkert én gang og fik den anden højeste score i showets historie. 
Hun er i øjeblikket med i NBCs 2008 midt-sæson tv-serie Lipstick Jungle. Men hun er også kendt for sit arbejde i sæbeoperaer som All My Children, The Bold and the Beautiful. Hun har også været med i den kortlivede amerikanske version af Coupling, hvor hun også titelsangen "Perhaps, Perhaps, Perhaps" til serien, og havde en tilbagevendende rolle i Becker, hvor hun spillede Amanda, Jake Malinak (Alex Désert)s kæreste (en rolle der holdt i 3 sæsoner).

### Privat
Price giftede sig med Shawn Piller, skaberen af tv-hittet tv-serien The Dead Zone, den 31. juli 2004 på Saddlerock Ranch i Malibu, Californien. En af hendes brudepiger var Shawns sister, Brent Piller. Forloverne inkluderede skuespillerne Christopher Masterson og Danny Masterson (That '70s Show). Første forloveren var Price storebror Bryan Price. Blandt gæsterne var producerne Rick Berman, Brannon Braga og Ira Steven Behr og skuespillerne Anthony Michael Hall, Nicole de Boer og Tom Welling (Smallville). Parret blev dog skilt i 2007.

### Trivia
- Hun var nabo til Michael Gelman, da hun var en lille pige.
- Har fortalt "Audrey Magazine", at hun 2 år i træk klædte sig ud som skuespillerinden Brooke Shields til halloween.
- Hun er 1.70 m høj.
- Hun var blandt gæsterne til Beverly Hills 90210-kollegaen Tiffani-Amber Thiessens bryllup med Brady Smith.

## Filmografi
| År        | Titel                                                 | Rolle               | Bemærkninger                           |
| --------- | ----------------------------------------------------- | ------------------- | -------------------------------------- |
| 1984      | Finder of Lost Loves                                  | ---                 | Episoden: Yesterday's Child            |
| 1985      | Airwolf                                               | Bange barn          | Episoden: The American Dream           |
| 1986      | Hotel                                                 | Kim Lan             | Episoden: Facades                      |
| 1986      | Newhart"                                              | ---                 | Episoden: Camp Stephanie               |
| 1987      | My Two Dads                                           | Annie               | Episoden: 'Tis the Season              |
| 1988      | Purple People Eater                                   | Kacy                |                                        |
| 1989      | The Wonder Years                                      | Lori                | Episoden: Walk Out                     |
| 1991      | Plymouth                                              | April Mathewson     | Tv-film                                |
| 1991      | Life Goes On                                          | Drama studerende #2 | Episoden: Life After Death             |
| 1991      | Parker Lewis Can't Lose                               | Cheyenne Thomas     | Episoden: Boy Meets Girl               |
| 1991-1993 | All My Children                                       | An Li Chen Bodine   | 4 episoder i serien                    |
| 1993      | Boy Meets World                                       | Linda               | Episoden: Teacher's Bet                |
| 1994      | ABC Afterschool Specials                              | Laurie              | Episoden: Boys Will Be Boys            |
| 1994      | Days of Our Lives/Hortonsagaen                        | Mary                | Tv-serie                               |
| 1995      | Angus                                                 | Cyklende pige       |                                        |
| 1995-1997 | The Bold and the Beautiful                            | Michael Lai         | 16 episoder i serien                   |
| 1996      | Maybe This Time                                       | Veronica            | Episoden: St. Valentine's Day Massacre |
| 1997      | Head Over Heels                                       | ---                 | Episoden: Spider Guy                   |
| 1998      | Hundred Percent                                       | Cleveland           |                                        |
| 1998      | Frasier                                               | Sharon              | Episoden: The Perfect Guy              |
| 1998      | C-16: FBI                                             | Rita                | Episoden: Green Card                   |
| 1998-2000 | Beverly Hills 90210                                   | Janet Sosna         | 71 episoder i serien                   |
| 1999      | Taking the Plunge                                     | ---                 |                                        |
| 1999      | The Big Split                                         | Tracys ven          |                                        |
| 2001      | The Heart Department                                  | Juliet Lee          | Tv-film                                |
| 2001      | Jack & Jill                                           | Emily Cantor        | 6 episoder i serien                    |
| 2001      | No Turning Back                                       | Soid                |                                        |
| 2001      | CSI: Crime Scene Investigation                        | Kim Marita          | Episoden: Alter Boys                   |
| 2001-2003 | Becker                                                | Amanda              | 3 episoder i serien                    |
| 2002      | The Dead Zone                                         | Dr. Sharon Weizak   | Episoden: Netherworld                  |
| 2003      | Coupling                                              | Jane Honda          | 10 episoder i serien                   |
| 2004      | Club Dread                                            | Yu                  |                                        |
| 2004      | The Mountain                                          | Vanessa             | Episoden: Best Laid Plans              |
| 2004      | Las Vegas                                             | Mia Duncan          | Episoden: Montecito Lancers            |
| 2004-2005 | Navy NCIS: Naval Criminal Investigative Service       | Navy Lt. Pam Kim    | 2 episoder i serien                    |
| 2005      | Waterborne                                            | Jasmine             |                                        |
| 2005      | Kitchen Confidential                                  | Audrey              | Episoden: Aftermath                    |
| 2006      | Pepper Dennis                                         | Kimmy Kim           | 13 episoder i serien                   |
| 2007      | Cosmic Radio                                          | Sig selv            |                                        |
| 2007      | How I Met Your Mother                                 | Cathy               | Episoden: Spoiler Alert                |
| 2008      | Elevator People Bring You Up When You're Feeling Down | Gwen                |                                        |
| 2008      | Lipstick Jungle                                       | Victory Ford        | 7 episoder i serien                    |
| 2008      | Lonely Street                                         | Felicia             | Poat-produktion                        |

### Nomineringer
Young Artist Awards
- 1993: Nomineret: "Best Young Actress in a Daytime Series" for: All My Children
- 1994: Nomineret: "Best Youth Actress a in a Soap Opera" for: All My Children